# Quartier Sud Rocade
Le quartier Sud Rocade est l'un des neuf quartiers d'Avignon en région Provence-Alpes-Côte d'Azur.
Une partie du quartier est incluse au sein d'un vaste quartier prioritaire de 120 hectares, s'étendant de Monclar à l'ouest jusqu'au Croix des Oiseaux à l'est.

## Localisation
Ce quartier est délimité :
- à l'est, par les avenues de la Croix Rouge et Pierre-Semard qui le sépare des quartiers Montfavet et Saint-Chamand ;
- au nord, par la rocade Charles-de-Gaulle qui le sépare du quartier Nord Rocade ;
- à l'ouest, par l'avenue de Tarascon qui le sépare du quartier Ouest ;
- au sud, par la Durance qui le sépare de la ville de Châteaurenard.

## Administration

### Mairie de quartier
Tous les quartiers d'Avignon sont dotés d'une mairie de quartier. Celle du quartier Sud Rocade est située au 1, place Alexandre-Farnese.

### Bureaux de poste
Le quartier Sud Rocade compte deux bureaux de poste, le premier situé au 6, rue du Blé-de-Lune et le second au 162, avenue Pierre-Semard. 

## Transports en commun
Le quartier est desservi par la société des Transports en commun de la région d'Avignon.

### Bus
| Ligne(s) de bus desservant le quartier Sud Rocade | Ligne(s) de bus desservant le quartier Sud Rocade | Ligne(s) de bus desservant le quartier Sud Rocade | Ligne(s) de bus desservant le quartier Sud Rocade | Ligne(s) de bus desservant le quartier Sud Rocade |
| Ligne                                             | Parcours                                          | Fréquence                                         | Ville(s) desservie(s)                             | Arrêt(s) de bus |
| ------------------------------------------------- | ------------------------------------------------- | ------------------------------------------------- | ------------------------------------------------- | --- |
| 1A                                                | Avignon Poste <> Mazarin                          | 8 minutes                                         | Avignon                                           | Cabrière • Olivades • Aquilon • Jean XXIII • Apollinaire • François 1er • Sécurité Sociale • Parrocel • Barbière • Mazarin                                                                                                 |
| 3                                                 | Saint-Lazare <> Agroparc                          | 12 minutes                                        | Avignon                                           | Barbière • Cap Sud • Parc des Sports |
| 6                                                 | Avignon Poste <> Saint-Chamand                    | 20 minutes                                        | Avignon                                           | Barbière • Cap Sud • Parc des Sports |
| 10                                                | Avignon TGV <> Saint-Gabriel                      | 20 minutes                                        | Avignon                                           | Jean XXIII • Apollinaire • François 1er • Booth • Garance • Provençales • Saint-Gabriel |
| 14                                                | Le Lac <> Avignon TGV                             | 25 minutes                                        | Avignon • Le Pontet                               | Stade Gillardeaux • Campus Sciences et Techniques • D'Arbaud • Cabrière Sud • Cabrière • Olivades • Aquilon • Jean XXIII • Apollinaire • François 1er • Sécurité Sociale • Parrocel • Barbière • Cap Sud • Parc des Sports |
| 30                                                | Avignon Poste <> Balarucs                         | Heures de Pointe Uniquement                       | Avignon • Caumont-sur-Durance                     | Barbière • Cap Sud • Parc des Sports |

### Tramway
En juin 2019, le TRAM du Grand Avignon entrera en service, la ligne 1 desservira le quartier Sud Rocade.
| Ligne(s) de tramway desservant le quartier Sud Rocade | Ligne(s) de tramway desservant le quartier Sud Rocade | Ligne(s) de tramway desservant le quartier Sud Rocade | Ligne(s) de tramway desservant le quartier Sud Rocade | Ligne(s) de tramway desservant le quartier Sud Rocade |
| Ligne                                                 | Parcours                                              | Fréquence                                             | Ville(s) desservie(s)                                 | Station(s) de tramway                                 |
| ----------------------------------------------------- | ----------------------------------------------------- | ----------------------------------------------------- | ----------------------------------------------------- | ----------------------------------------------------- |
| T1                                                    | Saint-Roch <> Saint-Chamand                           | 6 minutes                                             | Avignon                                               | Stade • Librairie • Aquilon • Barbière                |

## Les micro-quartiers

### Barbière

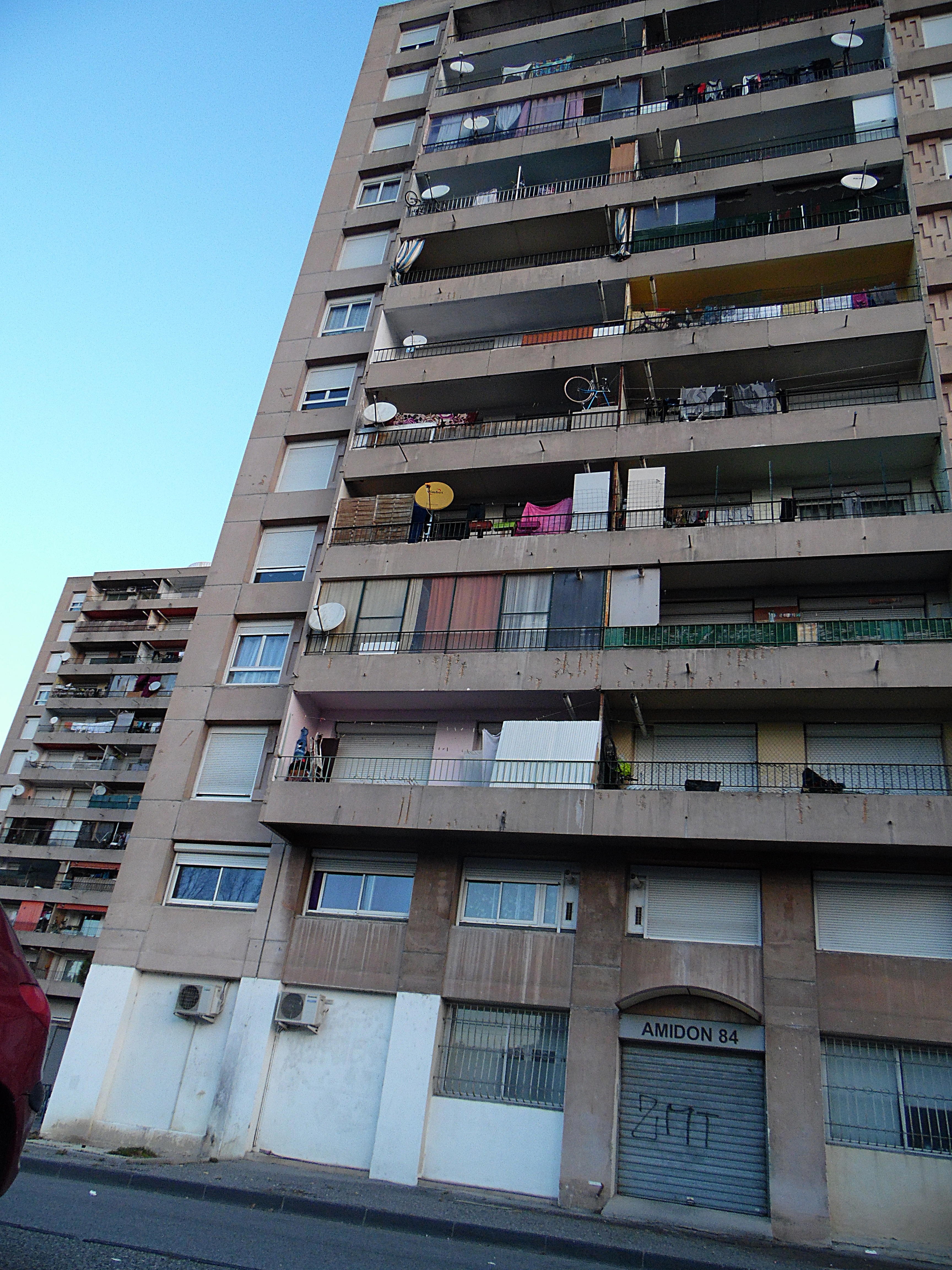
La Barbière.

Situé à l'est du quartier Sud Rocade, le micro-quartier Barbière regroupe des habitations principalement à loyers modérés, le micro-quartier est situé à proximité du centre commercial Cap Sud. 

### La Rocade
Situé au long de la rocade Charles-de-Gaulle, le micro-quartier regroupe des habitations principalement à loyers modérés ainsi que différents commerces de proximité (station service, pharmacie, laboratoire, épicerie, coiffeur...).

### Saint-Gabriel
Saint-Gabriel est un micro-quartier paisible au sud de la ville d'Avignon et regroupe principalement des habitations pavillonnaires privées.

### Ceinture Verte
Situé à l'extrème-sud de la ville d'Avignon, le micro-quartier de la Ceinture Verte est comme son nom l'indique, un quartier agricole.
Il est partagé sur deux quartiers de la ville : Sud Rocade et Montfavet et abrite quelques habitations et grands espaces verts privées.